# Michael Haydn
Michael Haydn (n. septembrie 1737, Rohrau an der Leitha, Arhiducatul Austriei, Monarhia Habsburgică – d. 10 august 1806, Salzburg, Imperiul Austriac) a fost un compozitor austriac, fratele compozitorului Joseph Haydn.

## Cariera artistică
Michael Haydn, la fel ca fratele său Joseph, a cântat în corul de copii al Catedralei "Sfântul Ștefan" din Viena. În anul 1757 a fost angajat ca violonist, apoi – din 1760 – ca domcapelmaistru al Catedralei din Oradea, de episcopul catolic Adam Patachich. Concertul său de corn a stârnit admirație la Viena în anul 1762. Astfel, a fost chemat de arhiepiscopul Sigismund von Schrattenbach la Salzburg, unde a fost angajat la data de 14 august 1763 ca hofmusicus și concertmeister (muzician de curte și maestru de concerte). 
Succesorul său la Oradea a fost Carl Ditters von Dittersdorf.
În anul 1768 s-a căsătorit cu Maria Magdalena Lipp, fiica organistului Franz Ignaz Lipp. Din această căsnicie a rezultat o fată, Aloisia Josepha, născută în 1770 și decedată un an mai târziu.
În 1782 Haydn a devenit succesorul lui Wolfgang Amadeus Mozart ca organist al Bisericii "Sfânta Treime" din Salzburg. A fost de asemenea responsabil pentru muzica din Catedrala din Salzburg. În Salzburg, Michael Haydn a fost activ timp de 43 de ani, până la moartea sa. În acest timp a compus 360 de lucrări sacre și profane, cu precădere muzică instrumentală. A fost un prieten al lui Wolfgang Amadeus Mozart, cei doi stimându-se reciproc. 
Michael Haydn a fost înmormântat în data de 13 august 1806 în cimitirul "Petersfriedhof" din Salzburg.